# Ohloh
Ohlohは、オープンソースソフトウェア開発を見通すことを目的とした、Webサービススイートとオンラインコミュニティプラットフォームを擁するウェブサイトである。マイクロソフトのマネージャだったジェイソン・アレン（Jason Allen）、スコット・コリソン（Scott Collison）により2004年に開設され、のちに開発者として、ロビン・ラッキー（Robin Luckey）が加わっている 。2011年8月には（当サイトの検索の結果）530,000程度のプロジェクト、ソフトウェアがリストに掲載されている。
2009年5月28日、Ohlohは、有名なオープンソースプラットフォームSourceForgeを擁するGeeknetにより買収されたが、2010年10月5日にGeeknetはOhlohをオープンソース分析で有名な企業Black Duck Softwareに売却した。Black Duckは、WebサイトにFLOSS開発の為の主要リソースを進出させるため、Ohlohの機能を彼らの既存の製品に統合することを計画している。
なお、2017年に Black Duck は Synopsys が買収しており、それにともなって openhub に名称が改められた。

## 設計
CVS、Subversion、Git、BazaarそしてMercurialのようなバージョン管理システムからデータを取得することにより、Ohlohは対象とするプロジェクトの経過日数やそれらのソフトウェアライセンス（ライセンスの衝突に関する情報を含む）そして、ソースコードの行数やレポジトリへのコミット数などソフトウェアの数値情報などプロジェクトの各種統計情報を提供する。codebase history（コードベースの履歴）では、各プロジェクトの活動状況の提示を行う。Software stacks（ソフトウェア・スタック、Ohlohに加入するメンバーの使用するソフトウェアアプリケーションのリスト）そしてtags（タグ）はプロジェクトに関連する情報をタグ付けし、各プロジェクト間の近縁性を明確化するため使用される。また、Ohlohはダウンロードサービスも提供している。
言語ごとのGlobal statistics（グローバル統計情報）では、1990年代初期からの特定言語の人気度を計測している。またこれらOhlohにリストアップされている全プロジェクトのグローバルな統計情報は、最も広く続けられているリビジョンコントロールの履歴とみなせる。
Contributor statistics(貢献者に関する統計情報)は、リビジョンコントロールレポジトリにコミットされたコードに関し見えうる限りの、オープンソース開発者に関するイベントを統計値として利用可能である。kudosという機能は、オープンソース貢献者の格付けを行うことができるソーシャルネットワークとして導入された。各ユーザーがオープンソース貢献者を1から10までで測るという、KudoRankは、システムのすべてのkudosから自動的に抽出される。コードコミットの統計や相互格付けに基づきオープンソース開発者のスキルや生産性を測るというアイディアは、技術系ブログにて様々な反応を呼んだ。
2007年8月22日、サードパーティーのアプリケーション開発を推進する目的でOhlohのデータやレポートを公開するため、ウェブサービスのAPIをベータリリースする旨アナウンスがあった。